# 1991 RT5
1991 RT5 är en asteroid i huvudbältet som upptäcktes den 13 september 1991 av den amerikanske astronomen Henry E. Holt vid Palomarobservatoriet.
Den tillhör asteroidgruppen Vesta.